# SFXN1
SFXN1‏ (Sideroflexin 1) هوَ بروتين يُشَفر بواسطة جين SFXN1 في الإنسان.